# Bunmei Ibuki
Bunmei Ibuki (伊吹 文明, Ibuki Bunmei), né le 9 janvier 1938 à Kyoto, capitale de la préfecture de Kyoto, est un homme politique japonais, président de la Chambre des représentants du Japon de 2012 à 2014.
Membre du Parti libéral-démocrate (PLD), dont il est le secrétaire général de 2007 à 2008, il est chargé d'importants portefeuilles ministériels au sein du gouvernement national, dont le Travail et l'Éducation.
En 2012, Bunmei Ibuki est élu président de la Chambre des représentants du Japon pour la 46e législature.

## Biographie

### Haut-fonctionnaire
Né dans une famille de commerçants dans le textile de Kyoto, il obtient, en 1960, un baccalauréat en sciences économiques à l'Université de Kyoto. Il entame une carrière au ministère du Trésor, avant de partir, de 1965 à 1969, à l'ambassade japonaise de Londres (Royaume-Uni), au sein de laquelle il reste quatre ans. Il sert plus tard de secrétaire au ministre du Trésor Michio Watanabe d'août à novembre 1982.

### Son ascension politique
En 1983, Ibuki adhère au PLD, puis est élu à la Chambre des représentants du Japon au vote unique non transférable dans l'ancien 1er district de sa préfecture natale (soit le centre et le nord-est de la ville de Kyoto). Il adhère à la faction conservatrice, voire traditionaliste, nationaliste et conservatrice fiscale du Premier ministre de l'époque, Yasuhiro Nakasone. À partir de 1996, et l'application de la réforme électorale votée en 1994, il est réélu député au scrutin uninominal majoritaire à un tour dans le nouveau 1er district de la préfecture de Kyoto (soit uniquement le centre historique de Kyoto).

### Au sein du gouvernement
En 1997, il devient une figure politique de premier plan en étant nommé ministre du Travail dans le gouvernement du Premier ministre Ryūtarō Hashimoto. L'année suivante, il participe à la création d'une nouvelle faction, le Groupe pour un leadership volontaire (志帥会, Shisuikai), composée d'une grande partie de l'ancienne faction Nakasone mais aussi de dissidents du groupe du Seiwakai emmenés par Shizuka Kamei. Ce dernier devient le chef de la faction, et est l'un des principaux opposants internes au réformateur libéral Jun'ichirō Koizumi à partir de 2001. Lorsqu'en 2005 Shizuka Kamei quitte le parti pour protester contre le projet gouvernemental de privatisation de la poste, Bunmei Ibuki reste fidèle pour sa part à la majorité et prend la présidence du Shisuikai désormais appelé « faction Ibuki ».
En 2006, il est nommé ministre de l'Éducation, de la Culture, des Sports, des Sciences et de la Technologie dans le gouvernement conservateur de Shinzō Abe. Il prépare, puis fait approuver par la Diète une réforme controversée de loi fondamentale de l'éducation quant à l'enseignement du patriotisme dans le système éducatif. Dans un discours, il a déclaré qu'il était possible de donner trop d'importance aux droits de l'homme.　Bunmei Ibuki s'est aussi inquiété du fait que l'enseignement de l'anglais comme deuxième langue puisse avoir des conséquences négatives pour l'enseignement du japonais.
Après la démission de Shinzō Abe en septembre 2007, il soutient pour lui succéder Yasuo Fukuda qui, en récompense, lui confie le titre de secrétaire général et donc numéro deux du parti.
Ministre des Finances du gouvernement de Yasuo Fukuda du 1er août au 24 septembre 2008, il prône un conservatisme fiscal, mais son court mandat ne lui donnera guère le temps de mener les réformes qui lui furent confiées.

### Président de la Chambre des représentants
Le 26 décembre 2012, après la victoire du PLD aux élections législatives du 16 décembre, Bunmei Ibuki, dont le nom fut proposé par le président du parti, Shinzō Abe, est élu président de la Chambre des représentants par ses pairs.

## Positions politiques
Alors qu'il considère que, à long terme, il faudrait arrêter d'utiliser l'énergie nucléaire, Ibuki a voté pour les projets de réactivation des centrales nucléaires du Japon du gouvernement Abe, par patriotisme économique.
Ibuki est membre du très influent et ouvertement révisionniste lobby Nippon Kaigi, et affilié au lobby fondamentaliste shinto.